# Batterie (isole)
Le Batterie sono otto isolotti fortificati della laguna di Venezia, già parte del sistema difensivo progettato dalla Repubblica di Venezia per difendere la città dagli attacchi provenienti sia dalla terraferma che dal mare.

## Storia

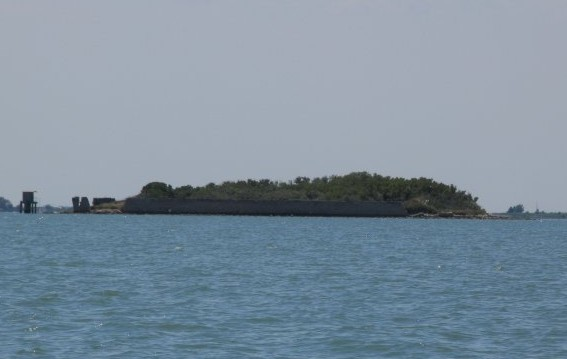
Una delle Batterie della laguna Sud: ex Poveglia.

Le Batterie costituivano una schiera che partiva dalla laguna Sud, dall'isola Fisolo, alla quale seguivano ex Poveglia, Campana o Podo e Trezze; punto di congiunzione tra queste isole e quelle della laguna Nord, era la batteria Campalto, poi Tessèra, Carbonera e Buel del Lovo (o batteria San Marco, situata di fronte Mazzorbo) che ne andava a completare la linea.
Dopo la caduta della Repubblica, le isole furono modificate strutturalmente dai Francesi prima e dagli Austriaci poi. Gran parte dei manufatti, originariamente semplici fortini costituiti da palafitte, furono ampliati con murature di cinta, basamenti per l'artiglieria e postazioni di vedetta, polveriere e casermette. Vennero inoltre rafforzate le sponde mediante la posa di marmi d'Istria. Le Batterie ebbero un ruolo di rilievo anche durante la prima e la seconda guerra mondiale, con l'installazione di postazioni radiotelegrafiche, bunker e artiglierie contraerei.
Attualmente la maggior parte delle isole versa in uno stato accettabile, alcune convertite ad abitazione, altre restaurate e bonificate mentre Ex Poveglia, Carbonera e Buel del Lovo, sono abbandonate e preda del degrado.